# Moggridgea quercina
Moggridgea quercina är en spindelart som beskrevs av Simon 1903. Moggridgea quercina ingår i släktet Moggridgea och familjen Migidae. Inga underarter finns listade i Catalogue of Life.